# بلت (ضنك)
قرية بلت منطقة سكنية تقع في ولاية ضنك، التابعة لمحافظة الظاهرة في سلطنة عمان. يقدر عدد سكانها بـ 77 نسمة حسب إحصاء عام 2010 التابع للمركز الوطني للإحصاء والمعلومات الحكومي. رمز المنطقة هو  100340412.
مقطع فيديو يظهر جمال قرية بلت

## الموقع
قرية بلت تقع في اقصى شمال ولاية ضنك بمحافظة الظاهرة ،حيث تبعد عن مركز الولاية (65) كيلو متر وتحيط بها الجبال مشكله لوحه جمالية للقرية وتتميز قرية بلت بجمال مناظرها الطبيعية الساحرة وتراثها الثقافي الغني وتنوع زراعي. وتحيط بقرية بلت مناظر طبيعية خلابة، حيث يتواجد فيها تضاريس متنوعة تتضمن جبال ووديان. تقدم هذه المناظر الجمال الطبيعي والهدوء وتوفر فرصًا رائعة لممارسة الرحلات والتسلق والمشي لمسافات طويلة

## المعالم السياحية والطبيعية

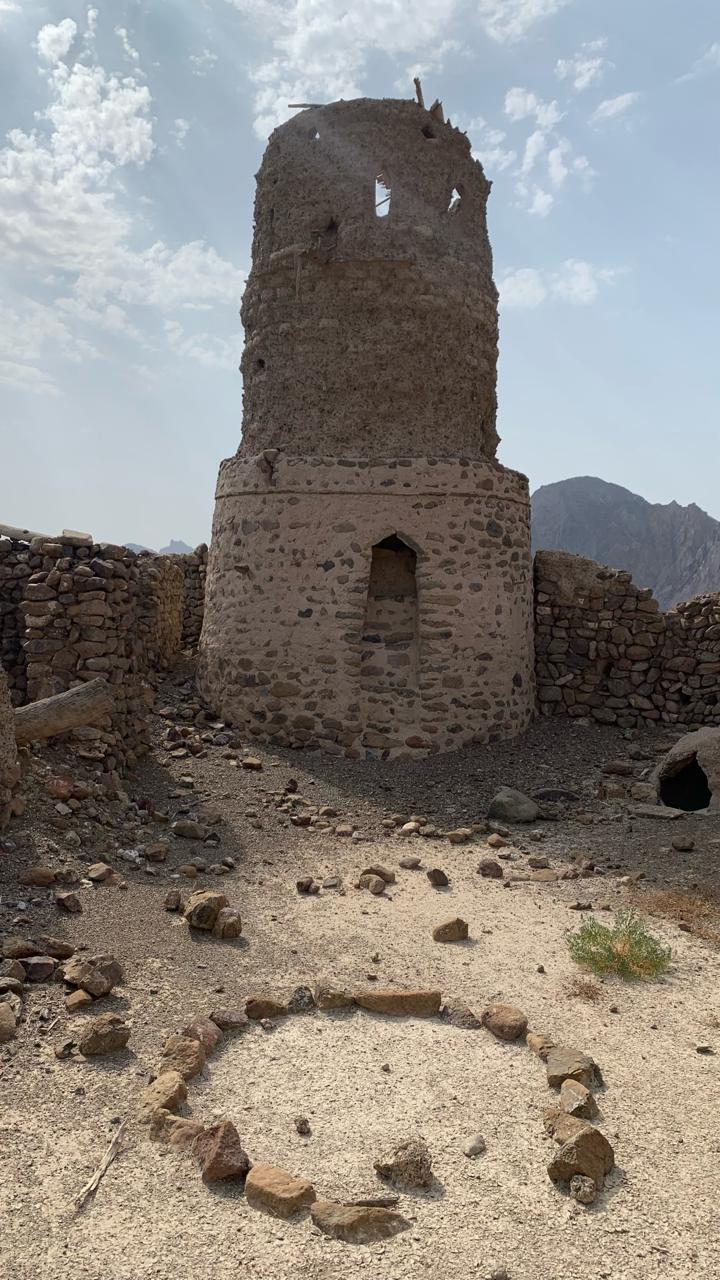
حصن قرية بلت

تعتبر التراث الثقافي لقرية بلت جوهرةً تاريخيةً، حيث يمكن رؤية العديد من المعالم الثقافية والتراثية في القرية. تشتهر قرية بلت بمبانيها التقليدية المصنوعة من الطين والحجر، والتي تمتاز بتفاصيلها الفنية الجميلة. يمكنك استكشاف المساجد و الحصون التقليدية في القرية للتعرف على تراثها الغني وتاريخها العريق.
تعد الزراعة من الأنشطة الرئيسية في قرية بلت، حيث تتوفر هناك زراعات متنوعة تشمل المحاصيل الزراعية والفواكه والخضروات. يمكنك استكشاف الحقول الخضراء وتجربة الحياة الريفية الممتعة.

## وادي بلت

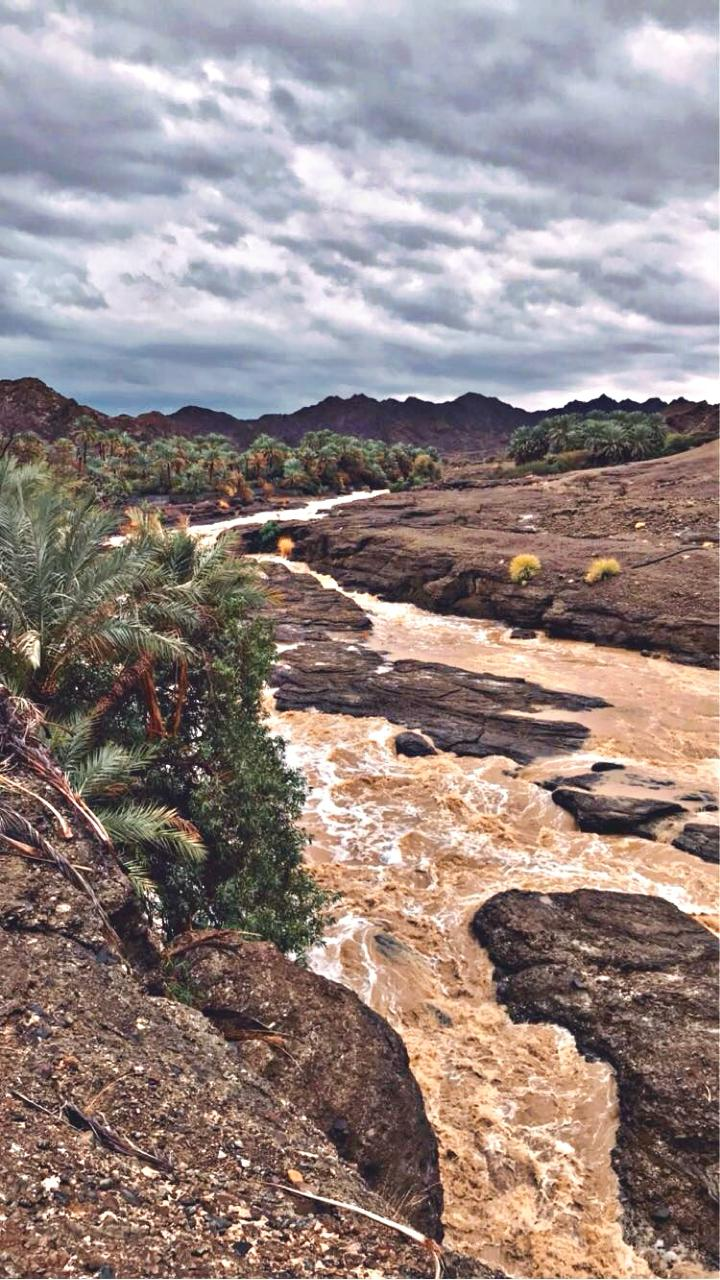
وادي بلت

وادي بلت يتميز بجماله الطبيعي الخلاب وتنوعه البيئي الفريد. يضم الوادي مجموعة متنوعة من النباتات والحيوانات التي تعيش في هذا النظام البيئي المتعدد الأوجه. تتميز منطقة وادي بلت بتضاريسها المتنوعة، حيث تجتمع السهول الخضراء والوديان العميقة والجبال الشاهقة في منظر مذهل. و يتميز بالنباتات المتنوعة مثل النخيل والأشجار الأخرى، مما يخلق بيئة مثالية للحياة الحيوانية. يعتبر منطقة وادي بلت موطنًا للعديد من الحيوانات المثيرة والنادرة، بما في ذلك الغزلان العربية والوعول والظباء. بالإضافة إلى ذلك، يعيش في هذه المنطقة مجموعة متنوعة من الطيور الملونة والمهاجرة، مما يجعلها وجهة رائعة لهواة مشاهدة الطيور. إن وادي بلت يعتبر ملاذًا طبيعيًا للحيوانات المحلية والزوار الباحثين عن الاستكشاف والجمال الطبيعي. فهو يجسد التنوع البيولوجي الفريد لهذه المنطقة ويعكس جمال الطبيعة وتوجد اودية اخرى في توابع قرية بلت ،حيث يوجد وادي الغريفة وبه اشجار كثيفة تصلح لقضاء يوم سياحي، كذلك في وادي الحريقة شمال قرية بلت يصلح للنزهات والتخييم، ويوجد وادي عقيب ووادي الحويل وكلاهما وديان دائمة الجريان وتحتوي على كهوف وأخاديد مدهشة .وقد ساعدة الطرق الحديثة التي تم رصفها بالقرية على تسهيل الحركة السياحية والوصول الى هذه الاماكن بكل سهوله ويسر.

## الوصلات الخارجية
- المركز الوطني للإحصاء والمعلومات، سلطنة عمان